# Złoto z Porto Bello
Złoto z Porto Bello – prequel powieści Wyspa skarbów, napisany przez A.D. Howdena Smitha za zgodą spadkobiercy Roberta Louisa Stevensona, Lloyda Osbournea. Wyjaśnia, w jaki sposób piraci zgromadzili na wyspie skarby.
W Polsce wielokrotnie wydawany w przekładzie Józefa Birkenmajera:
- w 1926 roku – Lwów – Nakładem Wydawnictwa Polskiego,
- w 1955, 1957 roku – Warszawa – Iskry,
- w 1984 roku – Szczecin – Krajowa Agencja Wydawnicza – wydanie zeszytowe w czterech częściach,
- w 1991 roku – Szczecin – Krajowa Agencja Wydawnicza – ilustracje: Zdzisław Byczek,
- w 1991 roku – Warszawa – Oficyna Wydawnicza C&S – ilustracje: Maciej Pomorski.

## Zarys fabuły
Bohaterem książki jest Robert Ormerod, chłopak, który pracuje w nowojorskiej faktorii handlowej ojca. 
Pewnego dnia młody Ormerod ze swoim przyjacielem, Piotrem Corlaerem, zostają uprowadzeni przez ciotecznego dziadka Roberta – znanego i groźnego korsarza – Andrzeja Murraya, zwanego też Rip-Rapem. Trafiają na pokład Króla Jakuba. Wraz z Johnem Flintem, kapitanem Konika Morskiego, Murray planuje złupić hiszpański statek przewożący wielki skarb.